# Лофтъс Роуд
Лофтус Роуд  е футболен стадион в западен Лондон. Това е официалният стадион на английския футболен отбор Куинс Парк Рейнджърс от Висшата лига и има капацитет 18 360. Четирите трибуни се казват Лофтус Роуд Енд, Елърсли Роуд Стенд, Саут Африка Роуд Стенд и Скуул Унд, която се ползва от гостуващата публика.
Между 2002 и 2004 г. стадионът се ползва и от ФК Фулъм, докато трае реконструкцията на неговия Крейвън Котидж. Лофтус Роуд е най-малкият стадион във Висшата лига.

## История
Стадионът е открит през есента на 1904 г. Отначало на него е играел аматьорския футболен клуб „Шепърдс Буш“, който прекратява съществуването си след Първата световна война. Куинс Парк Рейнджърс се нанасят на стадиона през 1917 г.
През 1954 г. се изиграва първия мач с прожектори на стадиона. В лятото на 1966 г. се слагат по високи. През 1981 г. те биват подменени и се използват и до днес.
Рекордната посещаемост от 35 353 зрители е регистрирана на 27 април 1974 г. в мач с Лийдс Юнайтед.